# Michael Hampe (Regisseur)
Michael Hampe (* 3. Juni 1935 in Heidelberg; † 18. November 2022 in Zürich) war ein deutscher Schauspieler, Schauspiel- und Opern-Regisseur und Intendant.

## Leben
Hampe war der Sohn des Architekten Hermann Hampe und dessen Frau Annemarie (geborene Ebler). Sein Großvater war der Historiker Karl Hampe, sein Urgroßvater der Kulturhistoriker Johannes Scherr. Hampe besuchte das humanistische Gymnasium seiner Heimatstadt. Noch während der Schulzeit verbrachte er ein Jahr in den USA, wo er unter anderem als Cellist an der Syracuse University (NY) Kammermusik bei Louis Krasner studierte. Nach dem Abitur erhielt er seine Ausbildung zum Schauspieler an der Otto-Falckenberg-Schule in München. An den Universitäten Heidelberg, München und Wien studierte er Theater- und Musikwissenschaft. Er promovierte mit einer Dissertation über die Entwicklung der Bühnentechnik bei Heinz Kindermann an der Universität Wien.
Anschließend arbeitete Hampe als Schauspieler und Regisseur an deutschen und Schweizer Theatern. Wesentlich für seine Entwicklung als Regisseur waren die Jahre 1963 bis 1965 am Stadttheater Bern, wo er bedeutende Werke inszenieren konnte, unter anderem König Ödipus von Sophokles, Der Menschenfeind von Molière, Faust I von Goethe, Leben des Galilei von Brecht, sowie in der Oper Idomeneo und Die Zauberflöte von Mozart sowie Der rote Stiefel von Heinrich Sutermeister.
In dieser Zeit arbeitete er auch zum ersten Mal bei den Salzburger Festspielen als Assistent von Leopold Lindtberg bei dessen Inszenierungen von Goethes Faust I und Faust II.
Von 1965 bis 1969 war Hampe am Schauspielhaus Zürich unter der Direktion von Leopold Lindtberg als Regisseur und zunächst persönlicher Referent, später als Vizedirektor tätig. Hier arbeitete er mit bedeutenden Autoren wie Friedrich Dürrenmatt, Max Frisch und Arthur Miller zusammen und als Regisseur mit großen Schauspieler Persönlichkeiten wie Mathias Wieman, Willy Birgel, Gustav Knuth, Agnes Fink, Christiane Hörbiger und vielen anderen namhaften Darstellern in Aufführungen klassischer und moderner Stücke. Darunter Lessings Minna von Barnhelm, Brechts Mann ist Mann, Nestroys Der Talisman, Molières Die Schule der Frauen, Arthur Millers Der Preis, Arnold Weskers Die Küche und Sławomir Mrożeks Die Polizei. Am Opernhaus Zürich inszenierte Hampe 1967 die Uraufführung von Heinrich Sutermeisters Madame Bovary.html. Dort erhielt er auch seinen ersten Lehrauftrag am Internationalen Opernstudio-Opernhaus Zürich.
Während und nach seinem Engagement am Schauspielhaus Zürich arbeitete er als Gastregisseur, u. a. an der Bayerischen Staatsoper und am Bayerischen Staatsschauspiel in München, am Theater Bremen und weiteren Theatern.
Von 1972 bis 1975 war Hampe Intendant des Nationaltheater Mannheim. Mit dem Bühnenbildner Rudolf Heinrich begann er dort einen Mozart-Zyklus mit den Opern Hochzeit des Figaro, Don Giovanni und Die Entführung aus dem Serail, letztere auch zur Wiedereröffnung 1975 des renovierten Schlosstheater Schwetzingen. Außerdem übernahm er einen Lehrauftrag an der Staatlichen Hochschule für Musik und Darstellende Kunst Mannheim.
1975 folgte Hampe dem Ruf als Intendant an die Oper Köln, eine Position, die er bis 1995 20 Jahre lang innehatte. Unter seiner Leitung wurde die Kölner Oper eines der führenden europäischen Musiktheater. Zahlreiche Ur- und Erstaufführungen, große Zyklen der Werke von Mozart, Wagner, Rossini, Janacek, Britten, sowie moderner Komponisten unter Mitwirkung berühmter Interpreten kennzeichneten die Ära Hampe in Köln. Zahlreiche Fernsehaufzeichnungen und Verfilmungen sowie Gastspiele in den Musikzentren aller Kontinente machten die Kölner Oper unter seiner Leitung weltweit bekannt.
Unter seinen Inszenierungen für die Kölner Oper ragen heraus: Verdis Falstaff (mit Tito Gobbi, 1976), Henzes Wir erreichen den Fluss (1977), Wagners Die Meistersinger von Nürnberg (mit Theo Adam und René Kollo, 1979) sowie Tristan und Isolde (mit René Kollo und Jeannine Altmeyer, 1985), Verdis Un Ballo in Maschera (mit Anna Tomowa-Sintow und Jaume Aragall), Offenbachs Hoffmanns Erzählungen (mit Placido Domingo, 1980), Rossinis Barbier von Sevilla (mit Leo Nucci, 1981) und La gazza ladra (mit Ileana Cotrubas, 1984), Brittens The Turn of the Screw (1983), Strauss‘ Rosenkavalier (1986), Alban Bergs Lulu (1994) und Salieris Falstaff (1995). Seine Inszenierung von Cimarosas Die heimliche Ehe (1979) wurde ein Welterfolg mit Aufführungen in London, Paris, Edinburgh, Venedig, Stockholm, Washington, Tokio und Dresden. Sie wurde mit zahlreichen internationalen Preisen ausgezeichnet.
Des Weiteren war Hampe von 1983 bis 1990 Direktoriumsmitglied der Salzburger Festspiele, für die er als Regisseur Inszenierungen in Zusammenarbeit mit bedeutenden Dirigenten und dem Bühnenbildner Mauro Pagano schuf. Mozarts Così fan tutte mit Riccardo Muti, Uraufführung der Neufassung Hans Werner Henzes von Monteverdis Il ritorno d’Ulisse in patria (1985), Mozarts Don Giovanni mit Herbert von Karajan (1987), Rossinis La Cenerentola mit Riccardo Chailly (1988) und Mozarts Le nozze di Figaro mit Bernard Haitink (1991).
Als Gastregisseur inszenierte er regelmäßig an den großen Opernhäusern, beispielsweise an der Mailänder La Scala, dem Royal Opera House London, in Paris, München, Athen, Stockholm, Helsinki, in San Francisco, Los Angeles, Washington, Buenos Aires, Santiago de Chile, Sidney, Tokio, sowie an den Festivals von Florenz, Pesaro, Ravenna, Drottningholm, Edinburgh, den Schwetzinger Festspielen, den Luzerner Festwochen und an vielen anderen Orten. Viele seiner Produktionen wurden für das Fernsehen aufgezeichnet und verfilmt. Die Zahl seiner Inszenierungen beläuft sich auf über zweihundertsechzig.
Nach der deutschen Wiedervereinigung übernahm Hampe von 1993 bis 2000 die Dresdner Musikfestspiele, denen er zusammen mit Kim Ry Andersen als Verwaltungsdirektor und Stellvertretender Intendant zu internationaler Geltung verhalf. Neben eigenen Inszenierungen vergab er Kompositionsaufträge, an Siegfried Matthus Farinelli (1998) und Wilfried Maria Danner Die Sündflut (2002), deren Uraufführungen er leitete. Seine Inszenierung von Händels Xerxes in der Semperoper war die erste Einstellung einer gesamten Oper ins Internet.
Hampe starb im Alter von 87 Jahren in seiner Wahlheimat Zürich und wurde am 23. November 2022 in einer Urne auf dem Friedhof Witikon in Zürich beigesetzt.

### Schauspieler
Als Schauspieler verkörperte Hampe verschiedene Rollen in deutschen Fernsehfilmen. Er wirkte unter anderem in Trennungen (WDR, 1978), Phantasten (WDR, 1979), Der Kunstfehler (WDR, 1983), Verworrene Bilanzen (WDR, 1985), Kennwort Möwe (WDR, 1986), Peter Strohm und die Italienische Oper (SFB, 1991), sowie zahlreichen andere Filmen mit.

### Lehrtätigkeit
Seit 1977 war Hampe Professor an der Hochschule für Musik und Tanz Köln. Er lehrte zudem an zahlreichen Universitäten und Akademien des In- und Auslands. Beispielsweise an der Yale University, der University of Southern California (USC) und der University of California (UCLA), beide Los Angeles, Europäische Akademie für Musik und Darstellende Kunst Palazzo Ricci, sowie in Berlin, Hamburg, Wien, Zürich, Mailand, Tokio. Hampe war Ehrenvorstand der Europäischen Musiktheater-Akademie (EMA) in Wien.

### Theaterbau
Hampe galt als Experte für Theaterbau und war Vizepräsident der Deutschen Theatertechnischen Gesellschaft. Sein Rat war bei Theaterneubauten wie der Pariser Opéra Bastille oder dem Neuen Japanischen Nationaltheater Tokyo ebenso gefragt wie bei der Renovierung und Modernisierung älterer Theater.

## Ehrungen
- Großen Bundesverdienstkreuz 1. Klasse
- Goldenen Ehrenzeichen des Landes Salzburg
- Commendatore della Republica Italiana

Er war zudem Ehrenmitglied zahlreicher Organisationen und Vereinigungen.

## Veröffentlichungen (Auswahl)
Schriften
- Oper in Köln. Michael Hampe 1975–1995. Illustrationen von Paul Leclaire, Bearbeitung von Franz-Peter Kothes; Wienand Verlag, Köln 1995, ISBN 978-3-87909-429-5.
- Alles Theater – Reden und Aufsätze. Mit Bühnenbildentwürfen von Mauro Pagano; Wienand Verlag, Köln 2000, ISBN 3-87909-695-3.
- Oper – Spiel ohne Regel. Hollitzer Wissenschaftsverlag, Wien 2013, ISBN 978-3-99012-100-9.
- Hat die Oper eine Zukunft? Ferdinand Schöningh Verlag, Paderborn 2013, ISBN 978-3-506-77300-5.
- Opernschule für Liebhaber, Macher und Verächter des Musiktheaters. Böhlau Verlag Wien / Köln / Weimar 2015, ISBN 978-3-412-22500-1.
  - Englische Ausgabe: The Crafty Art of Opera. The Boydell Press, Woodbridge 2016, ISBN 978-1-78204-700-1
  - Japanische Ausgabe: Opera no gakkō. Suiyosha Verlag, Tokio 2017.
- Über Theater, Reden und Schriften. Wienand Verlag, Köln 2015, ISBN 978-3-86832-259-0
  - Japanische Ausgabe: Opera-No Mirai. Suiyosha Verlag, 2018.

Archiv
- Hampes Archiv befindet sich zum Teil in der Theaterwissenschaftlichen Sammlung der Universität zu Köln, die auch seinen gesamten theatralischen Nachlass erhalten wird.

Verfilmungen

Unter Hampes Regie entstanden zahlreiche Produktionen für das Fernsehen auf Video und DVD.
| Komponist  | Werk                           | Aufzeichnungsort        | Jahr | Dirigent              |
| ---------- | ------------------------------ | ----------------------- | ---- | --------------------- |
| Monteverdi | Il ritorno d’Ulisse in patria  | Salzburger Festspiele   | 1985 | Jeffrey Tate          |
| Monteverdi | L’incoronazione di Poppea      | Schwetzinger Festspiele | 1993 | René Jacobs           |
| Monteverdi | L’incoronazione di Poppea      | Megaron Athen           | 1999 | Paul Goodwin          |
| Händel     | Agrippina                      | Schwetzinger Festspiele | 1985 | Arnold Östmann        |
| Händel     | Xerxes                         | Semperoper Dresden      | 2000 | Christoph Rousset     |
| Cimarosa   | Die Heimliche Ehe              | Schwetzinger Festspiele | 1986 | Hilary Griffiths      |
| Cimarosa   | Il maestro di cappella         | Schwetzinger Festspiele | 1991 | Gianluigi Gelmetti    |
| Salieri    | Falstaff                       | Schwetzinger Festspiele | 1995 | Graeme Jenkins        |
| Mozart     | Idomeneo                       | Drottningholm Festival  | 1986 | Arnold Östmann        |
| Mozart     | Idomeneo                       | NHK Tokio               | 1991 | Volker Renicke        |
| Mozart     | Die Entführung aus dem Serail  | Schwetzinger Festspiele | 1991 | Gianluigi Gelmetti    |
| Mozart     | Le nozze di Figaro             | Salzburger Festspiele   | 1991 | Bernard Haitink       |
| Mozart     | Don Giovanni                   | Salzburger Festspiele   | 1987 | Herbert von Karajan   |
| Mozart     | Don Giovanni                   | Oper Köln               | 1991 | James Conlon          |
| Mozart     | Così fan tutte                 | Salzburger Festspiele   | 1982 | Riccardo Muti         |
| Mozart     | Die Zauberflöte für Kinder     | Oper Köln               | 1987 | Simone Young          |
| Rossini    | L’italiana in Algeri           | Schwetzinger Festspiele | 1987 | Ralf Weikert          |
| Rossini    | Il barbiere di Siviglia        | Schwetzinger Festspiele | 1988 | Gabriele Ferro        |
| Rossini    | La Cenerentola                 | Opera Australia Sydney  | 1986 | Carlo Felice Cillario |
| Rossini    | La Cenerentola                 | Salzburger Festspiele   | 1988 | Riccardo Chailly      |
| Rossini    | La cambiale di matrimonio      | Schwetzinger Festspiele | 1989 | Gianluigi Gelmetti    |
| Rossini    | Il signor Bruschino            | Schwetzinger Festspiele | 1989 | Gianluigi Gelmetti    |
| Rossini    | L’occasione fa il ladro        | Schwetzinger Festspiele | 1990 | Gianluigi Gelmetti    |
| Rossini    | La scala di seta               | Schwetzinger Festspiele | 1992 | Gianluigi Gelmetti    |
| Rossini    | La gazza ladra                 | Oper Köln               | 1984 | Bruno Bartoletti      |
| Rossini    | La gazza ladra                 | Rossini Festival Pesaro | 1989 | Gianluigi Gelmetti    |
| Rossini    | Maometto II                    | Rossini Festival Pesaro | 2008 | Gustav Kuhn           |
| Wagner     | Die Meistersinger von Nürnberg | Opera Australia Sydney  | 1988 | Sir Charles Mackerras |
| Wagner     | Götterdämmerung                | Biwako Hall, Japan      | 2020 | Ryusuke Numajiri      |
| Strauss    | Die Frau ohne Schatten         | Megaron Athen           | 2002 | Michael Schønwandt    |
| Britten    | The Turn of the Screw          | Schwetzinger Festspiele | 1990 | Steuart Bedford       |